# Le Cabanial
Le Cabanial ist eine französische Gemeinde mit 468 Einwohnern (Stand: 1. Januar 2022) im Département Haute-Garonne in der Region Okzitanien (vor 2016: Midi-Pyrénées). Sie gehört zum Arrondissement Toulouse und zum Kanton Revel. Die Einwohner heißen Cabanialais(es).

## Geographie
Le Cabanial liegt am Flüsschen Peyrencou im Lauragais und an der Grenze zum Département Tarn, rund 30 Kilometer ostsüdöstlich von Toulouse. Umgeben wird Le Cabanial von den Nachbargemeinden Cuq-Toulza im Norden, Mouzens im Osten, Saint-Julia im Südosten und Süden, Saint-Félix-Lauragais im Süden sowie Auriac-sur-Vendinelle im Westen.

## Bevölkerungsentwicklung
| Jahr                       | 1962 | 1968 | 1975 | 1982 | 1990 | 1999 | 2006 | 2013 | 2020 |
| Einwohner                  | 206  | 199  | 163  | 170  | 188  | 246  | 322  | 437  | 463  |
| Quellen: Cassini und INSEE |      |      |      |      |      |      |      |      |      |

## Sehenswürdigkeiten
- Burg, erbaut im 12. Jahrhundert
- Kirche Saint-Jean-Baptiste, erbaut im 18. Jahrhundert

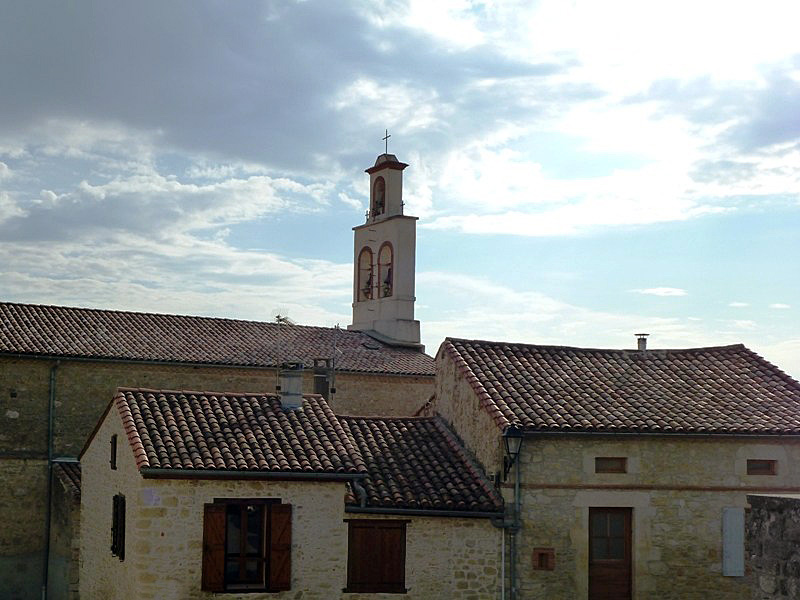
Kirche Saint-Jean-Baptiste